# Cieciornik
Cieciornik, jarząbek cieciornik (Bonasa umbellus) – gatunek średniej wielkości ptaka z rodziny kurowatych (Phasianidae). Jedyny przedstawiciel rodzaju Bonasa. 

## Systematyka
Wyróżniono kilkanaście podgatunków B. umbellus:
- B. umbellus yukonensis – Alaska, północno-zachodnia Kanada.
- B. umbellus umbelloides – południowo-wschodnia Alaska do centralnej Kanady.
- B. umbellus labradorensis – Labrador.
- B. umbellus castanea – półwysep Olympic.
- B. umbellus affinis – Kolumbia Brytyjska do środkowego Oregonu. Międzynarodowy Komitet Ornitologiczny (IOC) wlicza tę populację do B. u. umbelloides.
- B. umbellus obscura – północne Ontario.
- B. umbellus sabini – zachodnie wybrzeża Kanady i USA.
- B. umbellus brunnescens – Wyspa Vancouver.
- B. umbellus togata – północno-środkowe i północno-wschodnie USA, południowo-wschodnia Kanada.
- B. umbellus mediana – północno-środkowe USA.
- B. umbellus phaios – południowo-wschodnia Kolumbia Brytyjska do południowo-środkowego Idaho i wschodniego Oregonu.
- B. umbellus incana – południowo-wschodnie Idaho do środkowego Utah.
- B. umbellus monticola – środkowe i wschodnio-środkowe USA.
- B. umbellus umbellus – wschodnio-środkowe USA.

## Występowanie
Cieciornik żyje w Ameryce Północnej, gdzie zamieszkuje zalesione obszary Alaski, Kanady oraz północnych stanów USA.

## Wygląd
Cieciornik osiąga 40–48 cm długości ciała. Samica (kura) ma ciemne ubarwienie w tonacjach beżu i brązu z białymi przejaśnieniami. Dziób jest krótki i mocny, a nogi są krótkie i opierzone. Samiec posiada długi ogon, który po rozłożeniu przypomina ogon głuszca z tym, że ma ciemny pas biegnący na górze ogona. Ubarwienie samca (koguta) jest bardziej kolorowe niż samicy, ale ma on siwe i pomarańczowe akcenty na całym ciele. Ptak ten posiada mały czub i brodę.

## Odżywianie
Cieciornik odżywia się różnymi nasionami, jagodami, częściami roślin oraz drobnymi bezkręgowcami.

## Rozród
Podczas toków samiec przywabia samice poprzez wprowadzanie swoich skrzydeł w bardzo szybkie drgania oraz uderzając nimi w boki ciała powoduje powstawanie dudniącego dźwięku. Po kopulacji samica wykopuje dołek do którego składa 9–12 małych jaj. Po wylęgu wodzi swoje dość samodzielne młode. Może się krzyżować z innymi głuszcowatymi, ale daje to niepłodne potomstwo, podobnie jak inna krzyżówka w obrębie głuszcowatych – skrzekot (hybryda głuszca z cietrzewiem).

## Status i zagrożenia
Międzynarodowa Unia Ochrony Przyrody (IUCN) uznaje cieciornika za gatunek najmniejszej troski (LC – least concern) nieprzerwanie od 1988 roku.
Jest ptakiem łownym. Jego populacje są w niektórych miejscach bardzo liczne, a w niektórych znikome. Z powodu zwiększającej się liczby drapieżników (w tym człowieka) gatunek ten zmniejsza swoją liczebność.